# Flügelsamige Schuppenmiere
Die Flügelsamige Schuppenmiere (Spergularia media) ist eine Pflanzenart aus der Gattung der Schuppenmieren (Spergularia) innerhalb der Familie der Nelkengewächse (Caryophyllaceae).

## Beschreibung

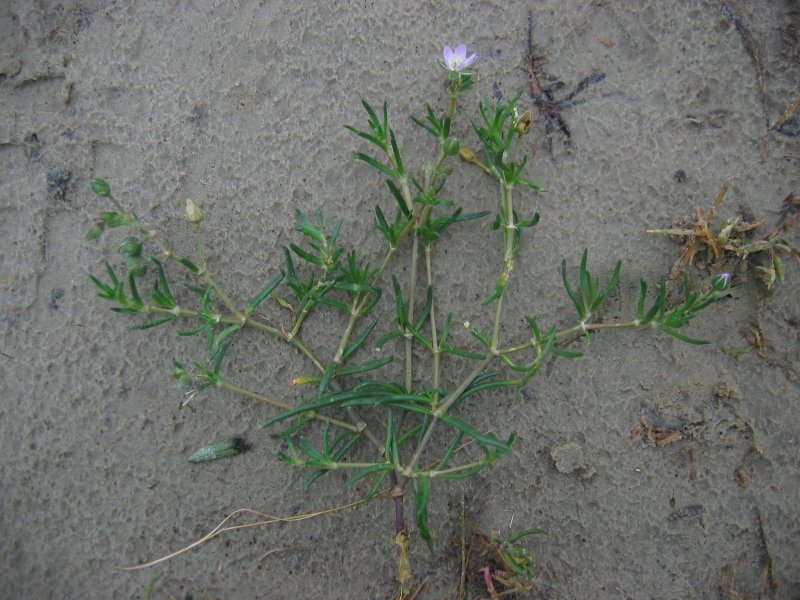
Habitus

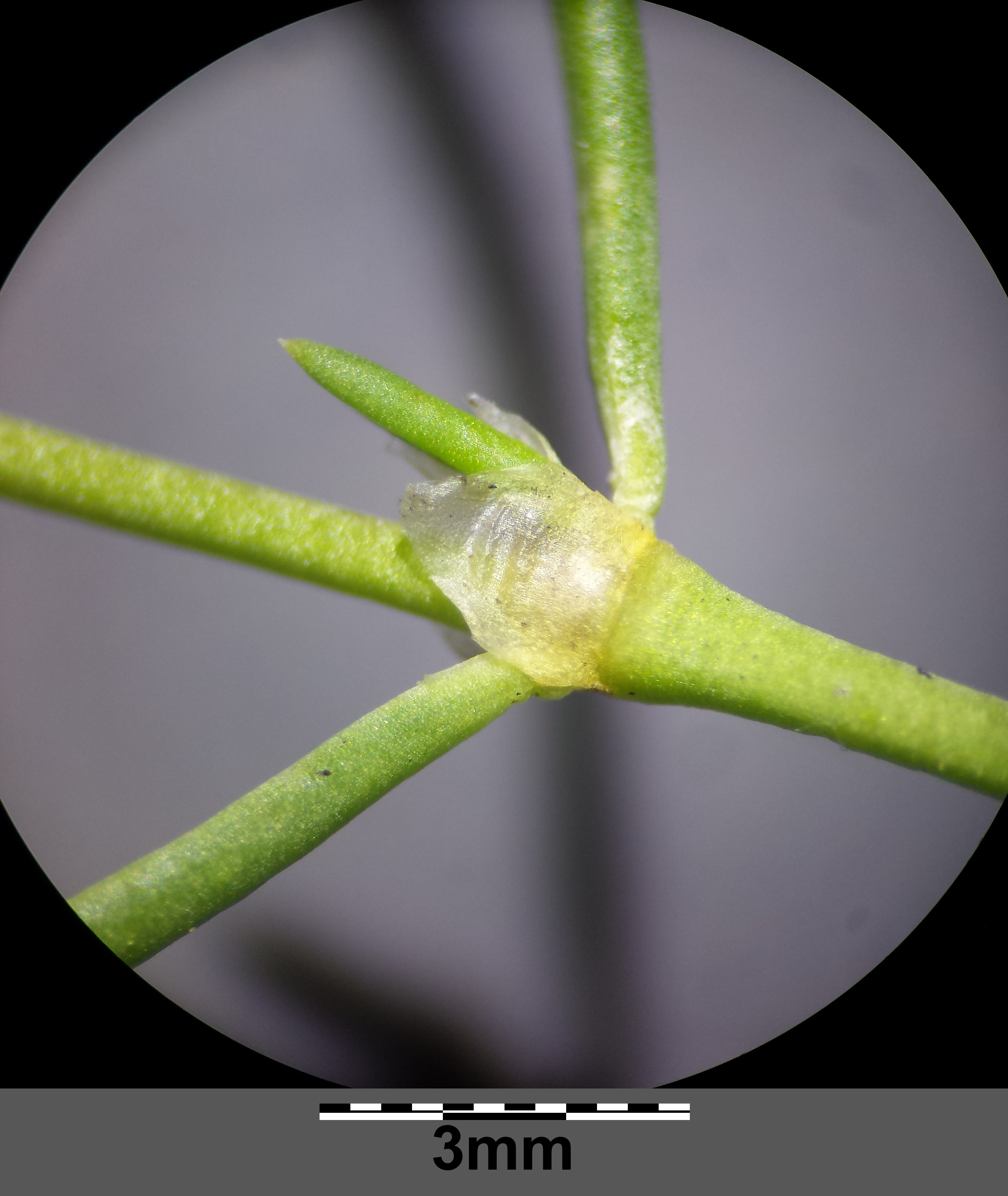
Stängel mit Laubblättern und verwachsenen, häutigen Nebenblättern

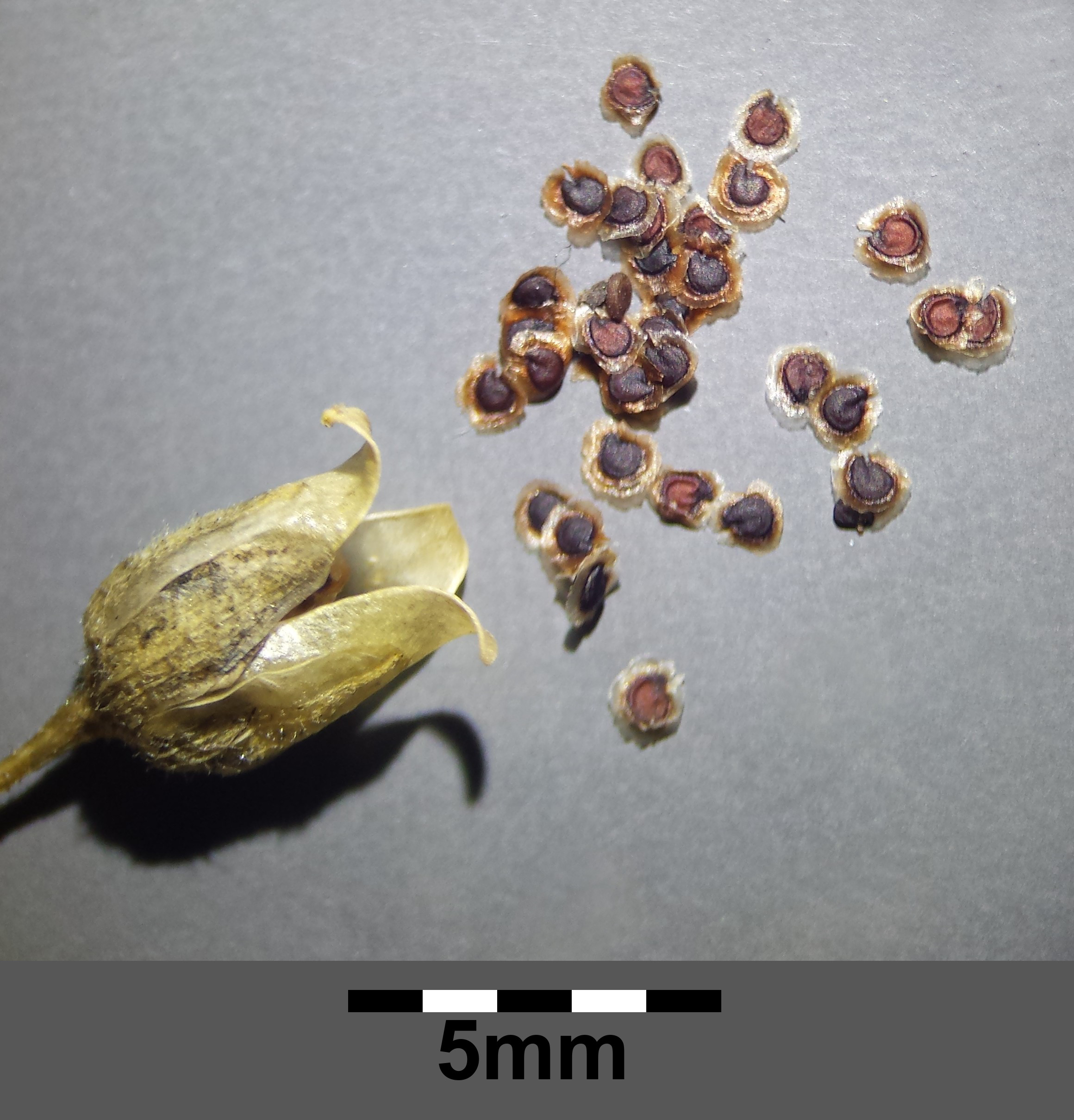
Mit drei Klappen aufspringende Frucht mit Samen

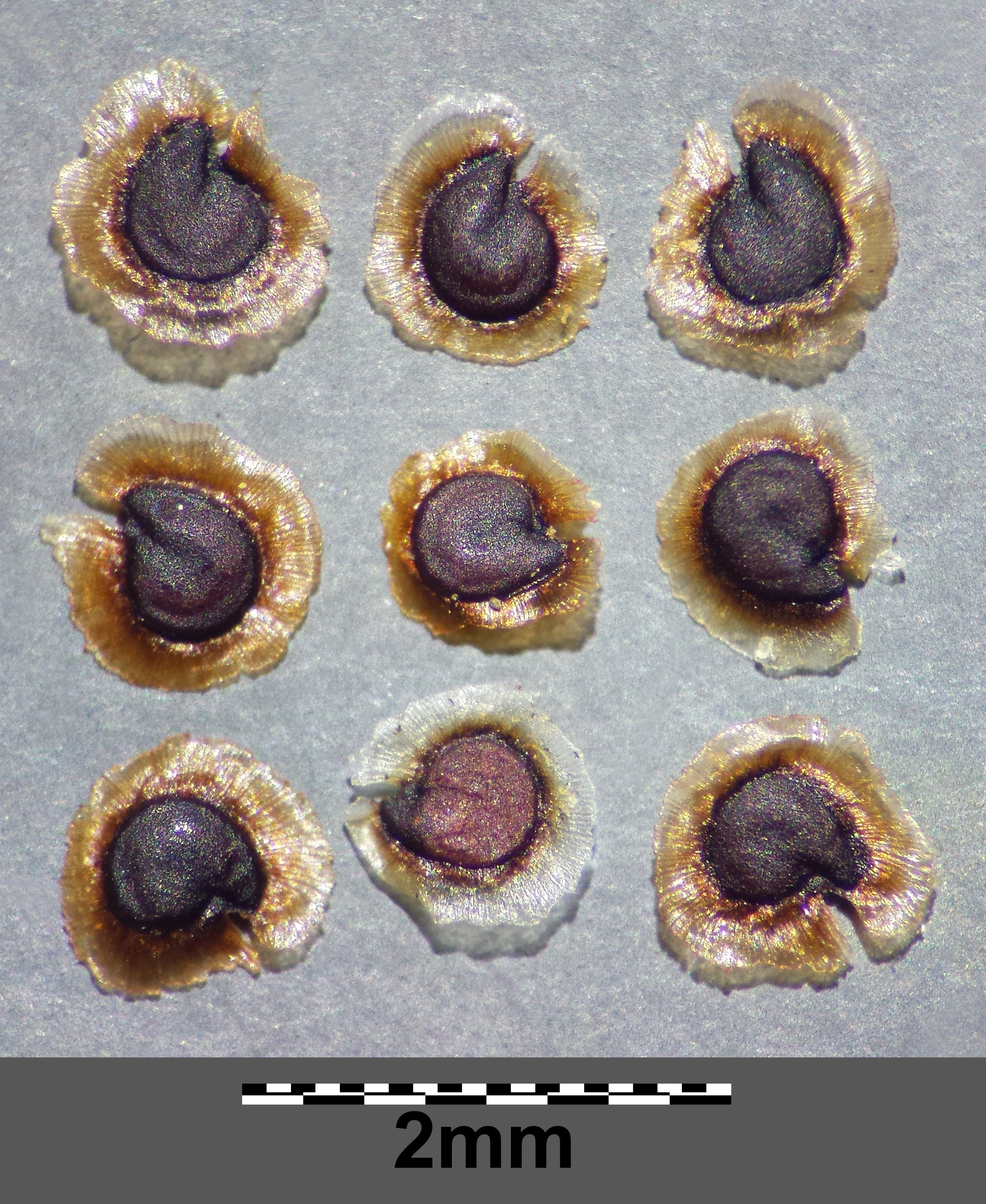
Samen mit Hautrand

### Vegetative Merkmale
Die Flügelsamige Schuppenmiere ist eine ausdauernde krautige Pflanze und erreicht Wuchshöhen von 5 bis 45 Zentimetern. Der niederliegende bis aufsteigende Stängel ist reich verzweigt. Die Flügelsamige Schuppenmiere besitzt eine Pfahlwurzel, mit der sie den Winter überdauern kann.
Die dickfleischigen, halbstielrunden Laubblätter sind bei einer Länge von bis 4 Zentimetern linealisch und ohne Stachelspitze. An den lanzettlichen Nebenblättern befindet sich ein kleiner Hautrand.

### Generative Merkmale
Die Blütezeit reicht von Juli bis September. Die Blütenstiele sind stark drüsig behaart und zwei bis drei Mal so lang wie die Kapselfrucht. Die Blütenstiele sind nach der Anthese herabgeschlagen, später aber wieder aufgerichtet.
Die zwittrigen Blüten sind radiärsymmetrisch und fünfzählig. Die grünlichen Kelchblätter sind bei einer Länge von 5 bis 6 Millimetern länglich-eiförmig und weisen einen Hautrand auf. Die Kronblätter sind fast so lang wie der Kelch, blass-rosa bis lilafarben und allmählich zum Grund hin weiß werdend. In jeder Blüte gibt es meist zehn Staubblätter und drei Griffel.
Die Kapselfrüchte sind mit einer Länge von 6 bis 12 Millimetern doppelt so lang wie der Kelch; bei Reife springen sie mit ihren drei Fruchtklappen auf und entlassen die Samen. Die charakteristischen Samen besitzen einen breiten weißen Flügelsaum; durch dieses Merkmal kann die Flügelsamige Schuppenmiere am besten von den anderen Schuppenmieren-Arten unterschieden werden. Die dunkel-braunen, glatten Samen sind kreisrund, beiderseits abgeflacht und ihr Flügelrand ist strahlig gestreift.

### Chromosomensatz
Die Chromosomengrundzahl beträgt x = 9; es liegt Diploidie mit einer Chromosomenzahl von 2n = 18 vor.

## Ökologie
Bei der Flügelsamige Schuppenmiere handelt es sich um einen kurzlebig ausdauernden Hemikryptophyten.

## Vorkommen
Das weite Verbreitungsgebiet reicht von Europa und Nordafrika über Südwest- und Zentralasien bis zur Inneren Mongolei. In Nordamerika, in Chile, im südlichen Afrika und in Neuseeland ist Spergularia media ein Neophyt. In Europa ist die natürliche Verbreitung hauptsächlich litoral an den Küsten. 
In Teilen Süddeutschlands ist die Flügelsamige Schuppenmiere auf der Roten Liste (Bundesländer Sachsen-Anhalt und Thüringen), in Nordrhein-Westfalen und im Saarland gilt sie als verschollen.
Die Flügelsamige Schuppenmiere besitzt ihr Hauptvorkommen auf wechselfeuchten Salzwiesen und Salzpflanzenfluren. Sie gedeiht am besten auf stark salzhaltige Schlick- oder Sandböden. 
Die Flügelsamige Schuppenmiere ist die Kennart der pflanzensoziologischen Ordnung Glauco-Puccinellietalia, sie wächst in Andelrasen (Verband Puccinellion maritimae). Sie kommt häufig zusammen mit dem Andel und Suaeda- oder Salicornia-Arten vor.

## Systematik
Die Erstveröffentlichung erfolgte 1762 unter dem Namen  (Basionym) Alsine media durch Carl von Linné in Species Plantarum, 2. Auflage, Seite 606. Die Neukombination zu Spergularia media (L.) C.Presl wurde 1826 durch Karel Bořivoj Presl in Flora sicula, Band 1, Seite 161 in veröffentlicht. Weitere Synonyme für Spergularia media (L.) C.Presl sind: Spergularia marginata (DC.) Kitt., Spergula marginata (Kitt.) Murb.,Spergularia nobreana Samp.,Spergularia marina Halácsy.
Je nach Autor gibt es mehrere Unterarten:
- Spergularia media subsp. angustata (Clavaud) Kerguélen & Lambinon[6]
- Spergularia media subsp. intermedia (Maire) Lambinon & Dobignard: Dieser Endemit kommt nur in Marokko vor.[6]
- Spergularia media (L.) C.Presl subsp. media[6]
- Spergularia media subsp. occidentalis (P.Monnier) Lambinon & Dobignard: Dieser Endemit kommt nur in Marokko vor.[6]
- Spergularia media subsp. sauvagei (P.Monnier) Lambinon & Dobignard: Sie kommt nur in Marokko, Algerien sowie Tunesien vor.[6]
- Spergularia media subsp. tunetana (Maire) Lambinon & Dobignard: Sie kommt nur in Algerien, Tunesien sowie Malta vor.[6]